# Philippe-Auguste Cattelain
Philippe-Auguste Cattelain, né le 6 février 1838 à Paris et mort le mort le 10 septembre 1893 dans la même ville, est un portraitiste, caricaturiste, graveur et membre de la Commune de Paris durant laquelle il est nommé chef de la Sûreté.

## Biographie
Cattelain naît le 6 février 1838 au 19, rue d'Argenteuil à Paris dans une famille modeste originaire de Walincourt et dont les racines sont protestantes. À dix ans, il perd ses parents et est recueilli par une famille qui a déjà sept enfants.
Doué pour le dessin, il doit gagner sa vie et, dès 14 ans, travaille dans différents secteurs, dont l'imprimerie. Il devance l'appel et s'engage ensuite pour sept ans dans l'armée de 1859 à 1866, il en sort avec le grade de sergent.
De retour à Paris, il met à profit son don pour le dessin et ses premières caricatures paraissent en couverture du journal satirique Le Hanneton de mars 1867 à juin 1868. Il fréquente Jules Vallès et Jules Jouy et il se lie d'amitié avec le célèbre caricaturiste André Gill qui, en 1883, écrira un livre de souvenir, Vingt années de Paris, dans lequel il évoque son ami Agricol, surnom que Jules Vallès avait donné à Cattelain.

### La Commune de Paris

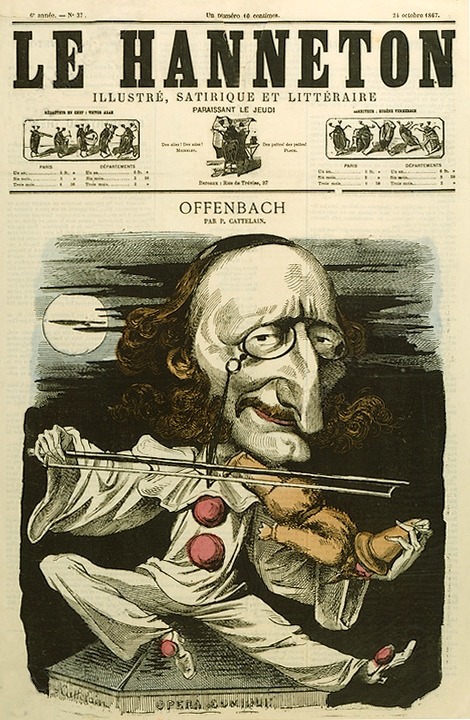
Caricature de Jacques Offenbach pour Le Hanneton, 1867.

Il est engagé comme franc-tireur volontaire dans la guerre franco-prussienne de 1870 où il contracte la variole, et dira « Pour un graveur, c’est moi qui fut tristement gravé ! ». Il rentre à Paris alors qu'éclate l'insurrection de la Commune. Son ami Raoul Rigault lui propose un poste parmi les communards : il devient chef de la Sûreté et prend sa fonction très au sérieux : « Dans les fonctions que j’ai exercées, il faut tout voir, tout entendre, résister à la corruption comme aux menaces et s’efforcer de n’obéir qu’au sentiment de justice. […] J’exposais dès les premiers jours à Ferré et à Rigault mon plan d’organisation. […] Il fallait profiter de la révolution pour fonder une police honnête, estimée de tous, ne s’occupant que de faire respecter la propriété et de poursuivre les délits et les crimes. Non seulement, je ne croyais pas de cette façon trahir la Commune, mais la bien servir au contraire, en montrant à ceux qui passaient par mon service, que des hommes dont ce n’était pas le métier pouvaient par hasard occuper des postes importants, et ne profiter du pouvoir que pour faire ce qu’ils croyaient juste et équitable. »
Il veut mettre en place de nombreuses idées innovantes, comme la diffusion de photos des personnes recherchées, l'organisation de comités de quartiers pour assurer la sécurité ou l'ouverture d'un asile de vieillards qui s'occuperaient des orphelins. Mais le temps lui manque et le 12 avril 1871, il fait publier dans tous les journaux une lettre pour organiser les secours aux victimes de cette guerre : « Établissons une charité républicaine en pleurant avec ceux qui pleurent et en aimant moins nos enfants que les enfants de ceux qui ne sont plus. La Commune a envoyé du pain à 92 femmes de ceux qui nous tuent. Il n’y a pas de drapeaux pour les veuves. La République a du pain pour toutes les misères et des baisers pour tous les orphelins. » Selon Michèle Fontana, il fut  « un homme que la Commune révèle à lui-même, lui offrant l’occasion unique d’agir, c’est-à-dire de protéger et de défendre, à travers les autres, l’orphelin qu’il a été. » Durant cette période d'intense activité il met de côté ses activités de caricaturiste.

### Après la Commune
À la chute de la Commune, il se cache quelque temps, mais le 3 août 1871, il décide de se rendre afin d'éviter que des représailles ne soient exercées sur sa femme. Il est jugé et condamné à trois ans de prison pour « usurpation de fonctions publiques ». Il reprend ensuite son activité artistique pour gagner quelque argent. Le 27 septembre 1874 il est libéré et chaleureusement accueilli par sa femme et ses amis. Il se rend alors en Angleterre où il fréquente les communards exilés et ne rentre en France qu’en 1882. 
Il exerce à nouveau son métier de graveur et en 1888, participe au Salon où il expose deux séries d’eaux-fortes et pointes sèches classiques d’une bonne qualité, une suite de quinze pièces sous le n°5082 du livret et une suite de cinq pièces sous le n° 5083. Mais sa santé décline et il meurt dans la misère au n°166 de la rue Marcadet à Paris le 10 septembre 1893 à l’âge de 55 ans.

## Ouvrages illustrés
- Costanzo Beschi, Aventures du gourou Paramarta, conte drôlatique indien, traduction de l'abbé Dubois (1826), préfacé par Francisque Sarcey, orné de 21 eaux-fortes de Bernay et Cattelain, Paris, A. Barraud, 1877.